# Брейкбит
Брейкбит (англ. breakbeat) — жанр электронной музыки, в котором обычно используются барабанные брейки, взятые из ранних записей фанка, джаза и R&B. Брейкбиты используются в таких жанрах, как хип-хоп, джангл, драм-н-бейс, биг-бит, брейкбит-хардкор и жанрах британского гэриджа (включая тустеп, брейкстеп и дабстеп).
Термин, объединяющий класс жанров электронной музыки на основе барабанной партии с ломаным ритмом, или же непосредственно сами эти барабанные партии. «Ломаность» ритма достигается за счёт смещения акцента с сильных долей такта на слабые (синкопирование) или же за счёт одновременного сочетания двух и более независимых ритмов (полиритмия). Брейкбит может иметь как регулярную структуру, то есть с постоянным использованием одного и того же ритмического рисунка (брейка), так и нерегулярную, с сочетанием разных ритмических рисунков. Обычно брейки семплируются из старых записей фанка и диско или создаются на драм-машинах и на их компьютерных эмуляторах.

## История

### 1970–1980-е: Классические брейки и хип-хоп-продакшен
Основоположником идеологии брейкбита является американец ямайского происхождения, хип-хоп-диджей Kool Herc, который с середины 1970-х годов первым начал использовать несколько брейков подряд, используя барабанные брейки из фанк-записей, таких как «Funky Drummer» Джеймса Брауна и «Amen, Brother» The Winstons (Амен-брейк), чтобы сформировать ритмическую основу для песен в жанре хип-хоп. Его стиль игры заключался в том, чтобы проигрывать одну и ту же грампластинку на двух проигрывателях и многократно воспроизводить брейк, чередуя две пластинки. Грандмастер Флэш усовершенствовал эту идею с помощью того, что он назвал «теорией быстрого микширования»: он отмечал карандашом точки на пластинке, где брейк начинался и заканчивался, чтобы он мог легко воспроизвести брейк, вращая пластинку и не касаясь тонарма. Этот стиль был скопирован и улучшен ранними хип-хоп-диджеями Африка Бамбаатаа и Grand Wizzard Theodore. Этот стиль был чрезвычайно популярен в клубах и танцевальных залах, потому что композиции с расширенными брейками давали брейкерам больше возможностей продемонстрировать свои навыки.
В конце 1970-х годов весь хип-хоп был построен на брейках. В 1980-х годах развитие технологий сделало принцип семплирования брейков более простым и доступным для диджеев и продюсеров, что способствовало коммерциализации хип-хопа. К 1980-м годам с помощью примитивных методов, таких как приостановка ленты на аудиокассетах и последующая запись брейка, технология позволяла любому, у кого есть магнитофон, находить брейкбит.

### 1990-е: Эволюция брейкбита как жанра электронной танцевальной музыки
В конце 1980-х годов брейкбит стал неотъемлемой частью многих жанров брейк-музыки, которые стали популярными на мировой сцене танцевальной музыки, включая эйсид-брейк, электро-фанк и Майами-бейс, а десятилетие спустя — биг-бит и нью-скул-брейкс.
В начале 1990-х годов продюсеры эйсид-хауса начали использовать брейкбит-семплы в своей музыке для создания брейкбит-хардкора. Одним из примеров является первый и второй сингл британского электронного коллектива The Prodigy: «Charly» и «Everybody in the Place». К 1992 году хардкор-сцена разделилась на поджанры, такие как джангл и драм-н-бейс, которые, как правило, были быстрее и больше фокусировались на сложных семплированных барабанных паттернах. Примером этого является альбом Goldie Timeless. Джош Лоуфорд из Ravescene предсказал, что брейкбит был «похоронным звоном рейва», поскольку постоянно меняющиеся паттерны ударных в брейкбит-музыке не допускали того же зонированного, похожего на транс состояния, которое позволяли стандартные устойчивые 4/4 ритмы хауса.
Включая в себя многие компоненты этих жанров, поджанр Florida breaks появился в начале-середине 1990-х годов и имел уникальное звучание, которое вскоре стало всемирно популярным среди продюсеров, диджеев и посетителей клубов.
В 1994 году влиятельная техно-группа Autechre выпустила Anti EP в ответ на Закон об уголовном правосудии и общественном порядке 1994 года, намеренно используя передовое алгоритмическое программирование для создания неповторяющихся брейкбитов на протяжении всей продолжительности треков, чтобы ниспровергнуть юридические определения в рамках того законодательства, которое указывало в разделе о создании полицией полномочий по удалению рейверов из рейвов, чья «музыка включает звуки, полностью или преимущественно характеризующиеся испусканием последовательности повторяющихся ударов».
В конце 1990-х годов появился ещё один стиль брейкбита, фанк-брейк (funky breaks), стиль, который включал в себя элементы транса, хип-хопа и джангла. Он был впервые разработан британским дуэтом The Chemical Brothers и лейблом Mo’Wax Records Джеймса Лавеля. Коммерческий пик этого жанра пришёлся на 1997 год, когда такая музыка занимала первые места в поп-чартах и часто использовалась в рекламных роликах. Самыми известными исполнителями звука были The Prodigy, Death in Vegas, The Crystal Method, Propellerheads.

## Характеристики
Темп брейк-треков, варьирующийся от 110 до 150 ударов в минуту, позволяет диджеям смешивать в своих сетах брейки самых разных жанров. Это привело к тому, что брейкбиты стали использоваться во многих треках в жанре хип-хоп, джангл/драм-н-бейс и хардкор. Их также можно услышать в другой музыке, где угодно, от популярной музыки до фоновой музыки в автомобилях и рекламе одежды на радио или телевидении.

### Амен-брейк
Амен-брейк, барабанный брейк из песни The Winstons «Amen, Brother», широко известен как один из наиболее широко используемых и семплированных брейков среди музыки, использующей брейкбиты. Этот брейк был впервые использован в треке «King of the Beats» группы Mantronix и с тех пор использовался в тысячах песен. Другие популярные брейки — это «Funky Drummer» и «Give it Up or Turnit a Loose» Джеймса Брауна, кавер группы The Incredible Bongo Band 1973 года на песню The Shadows «Apache» и песня Лин Коллинз «Think (About It)» (1972). The Winstons не получали гонораров за использование третьими лицами семплов брейка, записанного на их оригинальном музыкальном релизе.

## Семплированные брейкбиты
С появлением цифровых семплов и редактирования музыки на компьютере создавать и использовать брейкбиты стало намного проще. Теперь вместо того, чтобы нарезать и склеивать фрагменты аудиоленты или постоянно крутить две грампластинки одновременно, компьютерная программа может использоваться для бесконечного вырезания, вставки и зацикливания брейкбитов. Цифровые эффекты, такие как фильтр верхних частот, реверберация, реверсирование, растяжение времени и изменение высоты тона, могут быть добавлены к ритму и даже к отдельным звукам сами по себе. Отдельные инструменты внутри брейкбита можно семплировать и комбинировать с другими, тем самым создавая совершенно новые паттерны брейкбита.

### Правовые вопросы
С ростом популярности брейкбит-музыки и появлением цифровых аудиосемплеров компании начали продавать «брейкбит-пакеты» специально для того, чтобы помочь артистам создавать брейкбиты. Компакт-диск с набором брейкбитов может содержать множество семплов брейкбита из разных песен и исполнителей, часто без разрешения или даже без ведома исполнителя.

## Поджанры

### Эйсид-брейки
В электронной музыке «эйсид-брейк» представляет собой смесь брейкбита, эйсид-хауса и других форм танцевальной музыки. Его барабанная партия обычно имитирует большую часть брейкбит-музыки, в ней отсутствует такой элемент как kick drum, характерный для других форм танцевальной музыки. Одним из первых синтезаторов, использовавшихся в эйсид-музыке, был Roland TB-303, в котором используется резонансный фильтр нижних частот, чтобы подчеркнуть гармонику звука.

### Биг-бит
Биг-бит — это термин, используемый с середины 1990-х годов в британской музыкальной прессе для описания большей части музыки таких исполнителей, как The Prodigy, Cut La Roc, Fatboy Slim, The Chemical Brothers, The Crystal Method и Propellerheads, обычно использующих тяжёлый брейкбит и синтезаторные петли и паттерны, общие с устоявшимися формами электронной танцевальной музыки, такими как техно и эйсид-хаус.

### Прогрессивные брейки
Прогрессивные брейки или прог-брейки, также известные как атмосферные брейки, представляют собой поджанр брейков, который, по сути, представляет собой сплав брейкбита и прогрессив-хауса. Как и прогрессив-хаус, этот поджанр характеризуется своим «трансовым» звучанием. Его отличительные черты включают расширенные синтезаторные пэды и промывки, мелодичные синтезаторные лиды, тяжелую реверберацию и электронные брейкбиты. Однако, в отличие от прогрессив-хауса, очень немногие треки с прогрессивным брейком содержат вокал, причём большинство треков полностью инструментальные или используют только электронно измененные фрагменты вокальных семплов для звукового эффекта. Типичные треки с прогрессивными брейками часто имеют длинную часть нарастания, которая приводит к разбивке и кульминации, часто с многочисленными звуковыми элементами, которые добавляются или удаляются из трека через различные промежутки времени, чтобы увеличить его интенсивность. Исполнителями прогрессивного брейка являются Hybrid, BT, Way Out West, Digital Witchcraft, Momu, Wrecked Angle, Burufunk, Under This и Fretwell.

## Альбомы
- Experience — The Prodigy (1992)
- The Fat of the Land — The Prodigy (1997)
- Dig Your Own Hole — The Chemical Brothers (1997)
- You've Come a Long Way, Baby — Fatboy Slim (1998)
- Freestyler — Bomfunk MC’s (2000)